# フェルディナン・ド・ソシュール
フェルディナン・ド・ソシュール（Ferdinand de Saussure、1857年11月26日 - 1913年2月22日）は、スイスの言語学者、記号学者、哲学者。「近代言語学の父」といわれている。

## 人物
記号論を基礎付け、後の構造主義思想に影響を与えた。言語学者のルイス・イェルムスレウ、ロマーン・ヤーコブソンのほか、クロード・レヴィ＝ストロース、モーリス・メルロー＝ポンティ、ロラン・バルト、ジャック・ラカン、ジャン・ボードリヤール、ジュリア・クリステヴァ、ノーム・チョムスキーなど多くの思想家が、その影響を受けている。

## 生涯

### ソシュール家
スイスのジュネーブの名門であったソシュール家は、フェルディナン以前にも優れた学者を輩出してきた。ソシュール家はフランスロレーヌ地方のソシュール村にいたモンジャン・シュエル(1469-1543)に遡ることができる。モンジャンの息子アントワーヌ(1514-1569)は新教に改宗しユグノーとなったが、宗教改革期の混乱に揉まれ、ローザンヌへ移住した。アントワーヌの曽孫エリ(1602-1662)がジュネーブにソシュール家を開いた。
ソシュール家の学問的伝統は、ニコラ・ド・ソシュール(1709-1791)以来のものである。ニコラは農学者であり、百科全書の執筆にも携わっている。ニコラの息子オラス＝ベネディクト(1740-1799)はソシュールの曽祖父にあたり、1787年のモンブランの初登頂で有名なほか、自然科学を始めとして様々な研究を行った。22歳でジュネーブアカデミーの教授となるなど、当時のスイスにおいてルソーと肩を並べる知識人であったと言われる。有機化学者・植物生理学者のニコラ・テオドール(1767-1845)はオラス・ベネディクトの息子である。
フェルディナンの父アンリ(1829-1905)はニコラ・テオドールの甥か息子にあたり、優れた昆虫学者であった。母ルイーズはジュネーブの伯爵の娘で、音楽家であった。1857年11月26日、この2人の間にフェルディナンが生まれた。メイエはその家庭環境を「最高の知的教養が長い間伝統となっている」もの、と評している。

### 学生時代

#### 少年時代
ソシュールは幼くもドイツ語、英語、ラテン語、ギリシア語を習得した。当時のスイスの高名な言語学者であったアドルフ・ピクテに知り合うと彼に傾倒し、自分の知っている言語間の相互関係を明らかにしようとした。そして14歳のときに、「ギリシア語、ラテン語、ドイツ語の単語を少数の語根に集約するための試論」を書いた。
この論文で彼は、子音を唇音(P)、口蓋音・喉音(K)、歯音(T)、L、Rの5つにグループ分けし、そのうちの2つから特徴付けられる12個の語根を求めた。ソシュールはこの12個の語根には、基底的な意味がそれぞれ存在すると考え、これを証明しようとした。この論文を送られたピクテは、ソシュールの思い込みをなだめながらも、サンスクリット語を勉強するなど今後の研究に向けた準備をするように、と助言している。この論文には誤りが含まれていたが、印欧祖語の語根の構造を把握し、ブルークマンに先立って鼻音ソナントを見抜いていたと言える。
ピクテに出した論文の失敗から、ソシュールは2年ほど言語学から離れる。1872年にコレージュ・ル・クルトルに入り、1873年からはギムナジウムに学んだ。1875年にはジュネーブ大学に入り、化学と物理学を勉強した。理科系の学生であったが、モレルによる語学の授業をとるなど、次第に言語学への興味を増していった。1876年にパリ言語学会に入会し10代にして論文を投稿しているが、この頃の論文にはソシュール独自の考えはみられない。1876年に、ライプツィヒ大学に留学した。

#### 留学
当時のライプツィヒにはゲオルク・クルツィウスや青年文法学派のカール・ブルークマンなど当時最先端の印欧語学研究者が多くいたが、ソシュールがライプツィヒを留学先に選んだ理由は、友人が多く両親が安心できるためであった。
そういった経緯であったため、ソシュールは初め専門知識をもっておらず、ライプツィヒ大学での勉学には準備不足であった。だがすぐに必要な知識を修め、青年文法学派の説を吸収した。自身が数年前に見抜いていた鼻音ソナントをブルークマンが発表し名声を得ていることを知ると、落胆したものの自分の考えに自信をもった。パリ言語学会への投稿もつづけ、「ラテン語のttからssへの変化は中間段階stを想定するか？」「印欧語の様々なaの区別に関する試論」の2つの論文を発表している。特に「試論」は、印欧祖語の*aを3つに区別して、印欧祖語のアプラウト研究に大きな影響を与えた。
1878年7月に、ソシュールはライプツィヒを離れベルリン大学に移った。ベルリンではウィリアム・ドワイト・ホイットニーと面会したが、ソシュールはホイットニーから生涯にわたる大きな影響を受けた。ベルリン大学に在学中の1878年12月、論文「印欧語族における母音の原始的体系に関する覚え書き」が発表される。この論文では、1876年の「試論」を踏まえて、ソシュールは内的再建から印欧祖語の母音組織に関して、統一的な想定を提示した。このとき*aの現れを説明するために彼が考えた「ソナント的な付加音」が後の喉音理論につながり、ヒッタイト語解読によって現実的なものとなった。発表当時の評価は高くなかったが、後の印欧祖語研究に大きな影響を与えた点で、印欧祖語の研究において最も重要な発見であったと言われる。
1879年秋には再びライプツィヒ大学に戻る。1880年2月に、学位論文「サンスクリットにおける絶対属格の用法について」を提出し、教授陣から全員一致で博士号を得た。この論文は、メイエによれば「単なる技術的な論文」とされるが、丸山はこれを「後年のソシュール理論の発展を予見しているもの」として評価している。
博士号を取得した後、半年の間のソシュールの行動はわかっていない。印欧語の形跡を多く残すリトアニア語を研究するため、リトアニアを訪れたのではないかと推測されているが、故郷で家族と過ごしたとも言われ、ソシュール学者の間で議論が交わされている。

### パリ
1880年10月からパリの高等研究院の学生となったが、1881年10月にはブレアルにその才能を認められて、「ゴート語および古代高地ドイツ語」の講師となる。1887年から1888年にかけてはギリシア語とラテン語の比較文法を、加えて1889年にはリトアニア語を講義したが、学生数は9年で計112人に及び、ソシュールの講義の人気が伺われる。メイエの証言によれば、この頃の講義には、すでに後の言語理論を見て取ることができる。またパリ時代の講義からは、後のフランス言語学を率いたポール・パシーやモーリス・グラモン、アントワーヌ・メイエなどが育った。
17歳で入会したパリ言語学会でも活発に活動した。1882年には学会の副幹事となり、「パリ言語学会紀要」の事実上の編集長を務めた。カザン学派を開いたヤン・ボードゥアン・ド・クルトネとも学会で出会っている。カザン学派の理論はソシュールのものとの共通点が指摘されており、ソシュール自身もクルトネやその弟子クルシェフスキを高く評価している。
1889年からは1年間の休暇を取り、故郷ジュネーブへと戻っている。この期間にリトアニアを訪れたとも言われるが、はっきりしたことはわかっていない。
1891年にはブレアルがソシュールを後継者として、コレージュ・ド・フランスの正教授の座を与えようとしていた。しかし、故郷ジュネーブ大学においても教授の地位が用意されており、ソシュールは悩んだ末ジュネーブへ帰郷することに決めている。この決断の背景には、普仏戦争後の愛国主義の高揚、貴族としてのソシュール家の一員としての義務感があったと指摘される。パリを離れる際には、ブレアルやガストン・パリスの働きかけによって、フランス学士院からレジオンドヌール勲章が授与された。

### ジュネーブ
1891年10月にジュネーブ大学の比較言語学特任教授となる。1892年3月にはジュネーブの資産家の娘マリー・フェッシュと結婚する。内向的なソシュールと社交的であった妻マリーとの間の性格的相違が、ソシュールの深刻な孤独感をもたらしたという説がある。マリーとの間には、1892年に長男のジャックが、1894年に次男のレーモンが生まれている。
ジュネーブ大学でのソシュールの講義は、主にサンスクリットと印欧諸語についてのものであり、有名な一般言語学についての講義は晩年の1907年、1908-1909年、1910-1911年の3回しかない。しかし1890年代前半の講義にも、アルベール・セシュエが証言するように、一般言語学の諸原理の要素が多数現れていた。事実、ソシュールが一般言語学について深く思索し、科学としての確立を試みていたのがこの時期である。
1894年にジュネーブ大学で第10回東洋語学者会議が開催され、ソシュールは事務局長をつとめた。この会議にてソシュールは後に「ソシュールの法則」と言われる比較言語学上の発見を発表しているが、これがソシュールの比較言語学の最後の業績となった。
この後から、ソシュールは言語学の研究は続けていたものの、それを形にすることは少なくなる。メイエに宛てた書簡の中で、ソシュールは一般言語学の研究が難しく苦しく、興味を持ち続けられるのは個々の言語の一面でしかない、と語っている。ゲルマン神話の研究や、地名の研究、詩のアナグラムの研究など、周辺的な分野の研究を行った資料が多数発見されている。
1906年に、それまでジュネーブ大学で言語学の教授であったヴェルトハイマーが退官すると、ソシュールは一般言語学の講義を任される。この一般言語学の講義は3回あり、これらの講義をまとめたものが、一般言語学講義として後に出版された。1912年の夏には、健康を害して療養にはいる。1913年2月22日に死去した。55歳没。

## ソシュールの言語理論
ソシュールは、言語を考察するに当たって、通時言語学/共時言語学、ラング/パロール、シニフィアン/シニフィエなどの二分法的な概念を用いた。

### 通時言語学と共時言語学
ソシュールは、言語学を通時言語学と共時言語学に二分した。従来の比較言語学のように、言語の歴史的側面を扱うのが「通時言語学」である。それに対して、言語の共時的（非歴史的、静態的）な構造を扱うのが「共時言語学」である。ソシュールは、その両方を研究の対象とすることで、それまでのように言語の起源や歴史的推移を問題にするだけでなく、ある一時点における言語の内的な構造も研究対象にし、それによって言語を全体的に理解しようとした。

### ラングとパロール
共時言語学（記号論）においては、言語の社会的側面（ラング。語彙や文法など、社会に共有される言語上の約束事。コード）と言語の個人的側面（パロール、「今日は暑い」とか「私は完璧に血抜きされた魚の刺身を食べたい」や「どこでもドアが欲しい」などといった個人的な言語の運用。メッセージ）に二分し、「ラング」を共時言語学の対象とした。

### シーニュ、シニフィアンとシニフィエ
ソシュールは、言語（ラング）は記号（シーニュfr:signe）の体系であるとした。ソシュールによれば、記号は、シニフィアン（たとえば、日本語の「イ・ヌ」という音の連鎖など）とシニフィエ（たとえば、「イヌ」という音の表す言葉の概念）が表裏一体となって結びついたものである。そして、このシニフィアンとシニフィエの結びつきは、恣意的なものである。つまり、「イヌ」という概念は、"Dog"（英語）というシニフィアンと結びついても、"Chien"（フランス語）というシニフィアンと結びついても、どちらでもよいということである。

### 二重分節
さらに、ソシュールは、音韻においても、概念においても、差異だけが意味を持ち、その言語独特の区切り方を行っていると主張する。
まず、音韻について言えば、たとえば日本語では、五十音で音を区切っている。そして、「ア」の音は、「ア」以外の音（イ、ウ、エ、オ、……）ではないものとして意味を持つ。そして、音の区別の仕方は、言語によって異なる。たとえば、日本語の音韻体系においては、英語における「r」と「l」にあたる音の区別がない。つまり、本来ならば、無限に分類できるさまざまな音を、有限数の音に分類する。そして、各言語の話者族は、それぞれ独自のやり方で（つまり、普遍的ではないやり方で）音を区分けしている。これは、"言語の音声面での恣意性"と表現される。
一方、音韻だけではなく、概念も言語によって区切られている。たとえば、「イヌ」という言葉の概念は、「イヌ」以外のすべての概念（ネコ、ネズミ、太陽、工場、川、地球……）との差異で存立している。このように、人間は、「シーニュ」という「概念の単位」によって、現実世界を切り分けているのである。そして、その切り分け方は、普遍的ではない。たとえば、日本語では虹の色を「七色」に切り分けているが、それを「三色」に切り分ける言語もある。つまり、色を表す言葉の数によって、虹の色の区切り方が違うのである。また、日本語では「マグロ」と「カツオ」を別の言葉で表現するが、英語では両方とも"tuna"である。これは、それぞれの言語を話す人々は、どの差異を区別し、どの差異を無視するかということを恣意的に選択しているのである。そして、その選択がその言語に固有の語体系を作るのであり、その語体系は、その言語の話者族に、現実世界を与える。ソシュールは、この語体系の固有性を作り出す側面を"価値"と呼んでいる。価値は、話者族の恣意による。たとえば、英語のsheepとフランス語のmoutonは、意義は同じであるが、価値は異なる。ここにおいて、ソシュールは、「各民族語は、相互に異なる固有の世界像を持つ」という言語相対論を提唱した。
このように線引きの集まりを恣意的に作るという行為は、分節と呼ばれる。そして、人間は、「現実世界の認識の体系」と「言葉を構成する音の体系」という二つの体系を"分節"によって作りあげているのである。これを二重分節という。なお、線引きが恣意的であることを、後に"差異の体系"と呼んだ評論家がいるが、それでは力点の置き方が異なるため、ソシュールの意図からは外れることになる。

### ランガージュ
ソシュールは、このように音韻や概念を分節し、言語を運用する人間の能力をランガージュと呼んだ。ランガージュを持つことによって、人間は「今日は暑い」とか「鰻が食べたい」といった個人的な言語を運用（パロール）することができるようになるのである。ソシュールは、「ランガージュは、人類を他の動物から弁別する印であり、人間学的あるいは社会学的といってもよい性格を持つ能力である」と述べている。

### いわゆる記号論について
ソシュールによって、恣意的な関係性という意味の 「シーニュ」の概念が指摘された。そして、このことをきっかけに、同様の恣意性が、言語学以外のさまざまな象徴や指標でも見出された。そして、この概念は、（ダルシャナを知らなかった）ヨーロッパの人々にも、遅ればせながら意識されるようになった。また、「シーニュ」の概念は、言語に関する理論にとどまらず、他の論者・評論家たちからも類推的・拡張的に利用され、次第に記号論あるいは記号学と呼ばれる一連の論・評論へと発展していくことになった。
たとえば、後の記号論者には、あるブランドに特定のイメージが関連づけられる仕方は、おおむね恣意的なものであり、他の類似ブランドとの差異の体系を形成している、ということを指摘した者もいる。たとえば、『消費社会の神話と構造』のボードリヤールがいる。
評論家たちは、映画や小説の作品を、作者の個人的な生い立ちや意図ではなく、同時代の関連作品との"差異の体系"として読み解こうとした。これは、「間テクスト性の分析」と呼ばれる分析方法であり、ロラン・バルトやジュリア・クリステヴァが使用した。しかし、これは、ソシュールの提示した概念に負うところが大きい。
また、クロード・レヴィ＝ストロースは、記号論的な考え方を文化人類学の領域に導入し、構造主義思想を確立した。そして、その影響は、20世紀の哲学、数学、精神分析学、文芸評論、マルクス主義思想、生物学にまで及んでいる。

## 講義ノートと原資料
ソシュールは、存命中一冊の著書も出版しなかった。しかし、ソシュールには、晩年の1906年から1911年にかけて、ジュネーヴ大学において、一般言語学についての講義を計三回行ったことがあり、そのときに後にソシュールの弟子になるバイイとセシュエがまとめた『一般言語学講義』（仏: Cours de linguistique générale）がある。ただし、彼らはジュネーヴ大学の別の講義に出席していたため、直接聴講したわけではない。なお、直接講義を受けた学生による講義ノートが、エディット・パルクから第一回から第三回まで全て出版されている。
1954年頃から、ジュネーヴ公共大学図書館では、ソシュールの講義ノート等の資料が収集され始める。そして、1957年にゴデルが『一般言語学講義の原資料』を、1968年にはエングラーが『一般言語学講義』改訂版を刊行する。
日本への紹介は、小林英夫による邦訳初版が、ソッスュール述『言語學原論』と題して1928年に岡書院から出版された。その後、出版元を岩波書店に変え、1972年刊行の改訳版で『一般言語学講義』と改題出版された。丸山圭三郎は「ソシュールの思想」と「ソシュールを読む」を刊行した。彼は、ソシュールが歪曲されたまま伝えられたことを指摘した。